# Dalton (gruppo musicale italiano)
I Dalton erano un gruppo musicale beat e rock progressivo italiano, attivo negli anni sessanta e settanta.
I Dalton cambiarono nel corso degli anni ben tre volte i componenti del gruppo a partire dagli anni 1970 agli anni 1990.

## Storia del gruppo
Il gruppo si forma nel 1966 nella zona di Brescia (Palazzolo sull’Oglio), su iniziativa di Rolando Belli e Mimmo Saponaro provenienti dal gruppo "gli Apostoli"; ottenuto un contratto con la casa discografica GSC del produttore discografico Gino Gallina. Debuttano nel 1967 col disco Monia che si piazza al terzo posto della hit-parade.
Con Da cinque anni partecipano al Cantagiro 1969; nello stesso anno incidono una versione in italiano di Venus degli Shocking Blue, nel 1970 entra nel gruppo Mauro Pagani.
A fine 1970 Mauro Pagani lascia il gruppo per unirsi con i Quelli e così i Dalton si sciolgono.
Per sfruttare la popolarità raggiunta dal gruppo, il manager e produttore discografico Gino Gallina, formerà poi con altri musicisti un nuovo gruppo "I Dalton". Nel 1973 esce il loro album d'esordio Riflessioni: Idea d'infinito, prodotto dal produttore discografico Gino Gallina che concede la licenza per la distribuzione all'etichetta discografica Music, nel quale sono dominanti il flauto di Chiesa e le chitarre di Cereda.
L'album ottiene il primo posto al Festival Pop di Zurigo, ma è del tutto ignorato in patria, anche per via delle poche copie stampate. Le sonorità vanno dal tardo beat di Cara Emily a interessanti pezzi d'avanguardia come Idea d'infinito, Stagione che muore e Un bambino, un uomo, un vecchio. La durata complessiva è di circa 28 minuti.
Nel 1975 esce il secondo album Argitari, edito dalla casa Discografica denominata IAF international audio film, produttore Gino Gallina che a differenza del primo è basato principalmente sulla chitarra acustica ed ha un suono più delicato. Da menzionare il brano Visione di una notte d'estate.
I Dalton si sciolsero nel 1979.
Nel 2024 a nome Dalton, per il Record Store Day, viene pubblicato il maxi-singolo Una riflessione contenente la riproposizione dei due brani che danno il titolo al primo album, interpretate da una formazione in cui figura Aronne Cereda come unico superstite della formazione del 1973 accompagnato da musicisti del calibro di Mikael Åkerfeldt degli Opeth, Cristiano Roversi ed Enrico Gabrielli.

## Formazione

### 1966
- Rolando Belli — chitarra, voce
- Lino Cornali — tastiere, voce
- Mimmo Saponaro — basso, voce
- Claudio Locatelli — batteria

Produttore discografico Gino Gallina

### 1969-70
- Rolando Belli — chitarra, voce
- Lino Cornali — tastiere, voce
- Mimmo Saponaro — basso, voce
- Angiolino Bergamini — batteria
- Mauro Pagani — flauto, violino

Produttore discografico Gino Gallina

### 1971-73
- Claudio Locatelli — batteria, voce
- Alex Chiesa — flauto, voce
- Aronne Cereda — chitarra, voce
- Temistocle Reduzzi — tastiere, voce
- Rino Limonta — basso, voce

Produttore discografico Gino Gallina

### 1974-1975
- Claudio Locatelli — batteria
- Alex Chiesa — flauto, voce
- Aronne Cereda — chitarra, voce
- Rino Limonta — basso
- Giancarlo Brambilla – tastiere

Produttore discografico Gino Gallina

### 1976
- Claudio Locatelli — batteria
- Aronne Cereda — chitarra, voce
- Rino Limonta — basso
- Giancarlo Brambilla – tastiere

Produttore discografico Gino Gallina

## Discografia
Album in studio
- 1973 - Riflessioni: Idea d'infinito
- 1975 - Argitari
- 2019 - Dalton

Compilation
- Boh! con Il giro (The In Crowd), Era Qui e Tempo d'estate (Giallo Records, SAF 042)

Singoli
- 1967 - Monia/Il giro (GSC, GS 1)
- 1968 - Era qui/Tempo d'estate (GSC, G. S. 4)
- 1969 - Monia/Era qui
- 1969 - Da cinque anni/Clementine (Signal, S 196)
- 1969 - Venus/Summertime (Signal, S 5470x45)
- 1975 - La donna e il bambino/Il vuoto
- 1977 - Monia/Mama dog (International Audio Film, IAF 1908)
- 1979 - Presto tornerò/Mama dog